# Antonio Maria Vegliò
Antonio Maria Vegliò (Macerata Feltria, 3 febbraio 1938) è un cardinale e arcivescovo cattolico italiano.

## Biografia

### Ministero sacerdotale
È ordinato sacerdote, per la diocesi di Pesaro, il 18 marzo 1962 dal vescovo Luigi Carlo Borromeo.

### Ministero episcopale e cardinalato
Il 27 luglio 1985 è nominato pro-nunzio apostolico in Papua Nuova Guinea e nelle Isole Salomone, essendo nel contempo elevato alla dignità arcivescovile con il titolo di Eclano; è consacrato il successivo 6 ottobre dal cardinale Agostino Casaroli (segretario di Stato), co-consacranti l'arcivescovo Achille Silvestrini (allora ufficiale della Segreteria di Stato) e il vescovo Gaetano Michetti (allora vescovo di Pesaro).
Il 21 ottobre 1989 è nominato pro-nunzio per gli stati del Senegal, Guinea-Bissau, Capo Verde e Mali, diventandone nunzio apostolico nel dicembre del 1994.
Il 2 ottobre 1997 è nominato nunzio apostolico in Libano e Kuwait; nel 1999 si dimetterà da nunzio in Kuwait.
L'11 aprile 2001 è nominato segretario della Congregazione per le Chiese Orientali.
Il 28 febbraio 2009 è nominato presidente del Pontificio Consiglio della Pastorale per i Migranti e gli Itineranti, succedendo al cardinale Renato Raffaele Martino, dimessosi per raggiunti limiti di età. Mantiene l'incarico fino al 1º gennaio 2017, quando il Pontificio Consiglio da lui presieduto viene accorpato al nuovo Dicastero per il servizio dello sviluppo umano integrale.
Papa Benedetto XVI lo nomina cardinale della diaconia di San Cesareo in Palatio nel concistoro del 18 febbraio 2012.
Il 3 febbraio 2018, al compimento del suo ottantesimo genetliaco, è uscito dal novero dei cardinali elettori.
Il 4 marzo 2022 opta per l'ordine presbiterale mantenendo la titolarità della sua diaconia elevata pro hac vice a titolo.

## Genealogia episcopale e successione apostolica
La genealogia episcopale è:
- Cardinale Scipione Rebiba
- Cardinale Giulio Antonio Santori
- Cardinale Girolamo Bernerio, O.P.
- Arcivescovo Galeazzo Sanvitale
- Cardinale Ludovico Ludovisi
- Cardinale Luigi Caetani
- Cardinale Ulderico Carpegna
- Cardinale Paluzzo Paluzzi Altieri degli Albertoni
- Papa Benedetto XIII
- Papa Benedetto XIV
- Papa Clemente XIII
- Cardinale Marcantonio Colonna
- Cardinale Giacinto Sigismondo Gerdil, B.
- Cardinale Giulio Maria della Somaglia
- Cardinale Carlo Odescalchi, S.I.
- Cardinale Costantino Patrizi Naro
- Cardinale Lucido Maria Parocchi
- Papa Pio X
- Papa Benedetto XV
- Papa Pio XII
- Cardinale Eugène-Gabriel-Gervais-Laurent Tisserant
- Papa Paolo VI
- Cardinale Agostino Casaroli
- Cardinale Antonio Maria Vegliò

La successione apostolica è:
- Arcivescovo Jean Benjamin Sleiman, O.C.D. (2001)